# Рабинович, Исаак Моисеевич (юрист)
Исаак Моисеевич Рабинович (20 марта 1859, Харьков — 25 ноября 1929, Берлин) — русский юрист, правовед-цивилист.

## Биография
Родился в семье занятого в зерноторговле харьковского купца первой гильдии Моисея Гершовича (Григорьевича) Рабиновича (1840—?) и Гитель Сауловны Гринберг (1840—?), уроженцев Харькова, которым среди прочего принадлежали имение и консервный завод в Вишнёвом Саду под Харьковом и которые поселились в Санкт-Петербурге в 1880-х годах. В 1882 году окончил юридический факультет Санкт-Петербургского университета и поступил на службу в Харьковскую судебную палату. В 1883 году вступил помощником в адвокатское сословие, в 1888 году стал присяжным поверенным.
Специализировался в области железнодорожного права и завоевал в этой области всероссийскую известность. В 1891 году опубликовал книгу «Теория и практика железнодорожного права по перевозке грузов, багажа и пассажиров» (второе издание вышло в 1898 году), которая считается классической работой по железнодорожному праву. Составил комментарий к «Общему уставу российских железных дорог». Публиковался в «Юридическом вестнике», журнале «Гражданское и уголовное право», газете в «Право» и других изданиях.
В середине 1918 года переехал с семьёй в Киев, откуда в 1920 году эмигрировал в Германию. Занимался толкованием действующих законов о положении русских беженцев. Уже в 1921 году выпустил юридический справочник «Русские в Германии», был сотрудником газеты «Руль» и юридических журналов на немецком языке. Один из инициаторов создания Союза русских присяжных поверенных в Германии (1920). Член Союза русской присяжной адвокатуры и Постоянного русского третейского суда в Берлине, берлинской группы Партии народной свободы (кадетов).

## Семья
- Жена — Зинаида Моисеевна Вайнлунд (1869—1943), уроженка Одессы[5], пианистка, ученица А. Г. Рубинштейна[6].
  - Сын — Евгений Исаакович Рабинович, биохимик, поэт.
    - Внук — Алекс Рабинович, американский историк-советолог.
- Брат — Давид Моисеевич Рабинович (1871—1919), врач, умер от сыпного тифа. Был женат на Розе Наумовне Матусовской (1880—1951)[7]. Их дети (племянники И. М. Рабиновича):
  - Надежда (1901—1938), была замужем за писателем Александром Роскиным и поэтом Сергеем Спасским.
  - Лидия (1905—1971), микробиолог, была замужем за учёным в области турбиностроения М. И. Гринбергом.
  - Георгий Давыдович Рабинович (1910—1953), математик, научный сотрудник Государственного оптического института[8], зять последнего владельца издательства Брокгауз—Ефрон А. Ф. Перельмана (1876—1954)[9], отец филолога Е. Г. Рабинович.
- Сестра — Раиса (в замужестве Колпакина), трое детей — Григорий, Александра и Елена. Последняя была замужем за Владимиром Михайловичем Баржанским (11 июля 1885, Одесса[10] — 1940, Париж), секретарём Русско-французского коммерческого банка[11]; их сын Иван Владимирович Баржанский (1913—1944), лейтенант французской армии, погиб на фронте; Владимир и Иван похоронены на кладбище Сент-Женевьев-де-Буа.
- Брат — Абрам (1864—?). Его дочь Софья Абрамовна (1899—1988) была замужем за художником Георгием Николаевичем Слободзинским (1896—1967), оба похоронены на кладбище Сент-Женевьев-де-Буа.
- Брат — Леон (1865—1945), служащий.
- Брат — Саул (1867—1941), экономист; был женат на Ирме Гавриловне Бартель, сестре инженера и пропагандиста кремации Г. Г. Бартеля.

## Публикации
- Теория и практика железнодорожного права по перевозке грузов, багажа и пассажиров. СПб: Типография М. М. Стасюлевича, 1891; 2-е изд., испр. и доп. СПб: Типография М. М. Стасюлевича, 1898. — 592 с.
- Международная конвенция о перевозке грузов по железным дорогам: Русский и французский текст с приложением и с разъяснениями по протоколам бернских конференций 1878, 1881, 1886 и 1890 г. СПб: Типография Правительствующего сената, 1893. — 181 с.
- Теория и практика железнодорожного права по перевозке грузов, багажа и пассажиров за 1898—1906 гг. СПб: Типография М. М. Стасюлевича, 1907. — 238 с.
- Общий устав российских железных дорог по разъяснениям Гражданского кассационного департамента Правительствующего сената и его отделений. СПб: Право, 1914. — 464 с.
- Русские в Германии: Юридический справочник. Берлин: Слово, 1921. — 166 с.